# 彰信軍節度使
彰信軍節度使，五代時期設置的節度使。後晉在今山東省曹縣西北設立威信軍節度使，後漢時廢，後周時復置，更名為彰信軍節度使。

## 轄區
彰信軍治所在曹州（今山東省曹縣西北），下轄曹州（原屬鄆州天平軍節度使）、單州（原屬宋州歸德軍節度使）。
- 曹州領縣有：濟陰縣、冤句縣、乘氏縣、南華縣、戴邑縣（舊名考城縣，909年改隸開封府）。
- 單州領縣有：單父縣、碭山縣、虞城縣、成武縣、楚丘縣（910年改隸宋州）、魚台縣（舊屬兗州，924年左右來隸）、金鄉縣（舊屬兗州，924年左右來隸）。

## 年表
後晉開運二年（945年）九月，升曹州為威信軍節度使，割曹州隸之。
後漢天福十二年（947年）六月，廢節度使。
後周廣順二年（952年）七月，復置彰信軍節度使，割曹州、單州隸之。
北宋建隆三年（962年）七月，宋太祖解除地方節度使的兵權。
北宋開寶二年（969年）十二月，宋太祖限制地方節度使節制州縣的權力。

## 历代節度使
- 石赟（945—946年）
- 曹英（952—954年）
- 索万进（954年）
- 韩通（954—956年）
- 袁彦（956—959年）
- 药元福（959年—960年）
- 袁彦（960—968年）
- 党进（968—973年）
- 崔彦进（976—977年）